# يوانيس باباداكيس
يوانيس باباداكيس (باليونانية: Ιωάννης Παπαδάκης)‏ (و. 1825 – 1876 م) هو أستاذ جامعي، ورياضياتي، وعالم فلك من اليونان . ولد في كريت .
توفي في أثينا، عن عمر يناهز 51 عاماً.

## مناصب
تولى منصب عميد (أكاديمية) (1876–1877) .